# مقاطعة دارك (أوهايو)
مقاطعة دارك (بالإنجليزية: Darke County)‏ هي إحدى مقاطعات ولاية أوهايو في الولايات المتحدة الأمريكية.

## أعلام
- جفري فيلتمان
- توماس جاي غودفري